# Камінь Артура (Герефордшир)
52°04′56″ пн. ш. 2°59′43″ зх. д. / 52.0822° пн. ш. 2.99541° зх. д.
Камінь Артура (англ. Arthur's Stone) — камерна гробниця доби неоліту, або дольмен, у графстві Герефордшир, Англія. Він розташований на хребті пагорба, звідки відкривається вид на Золоту долину в графстві Герефордшир і долину Вай в графстві Герефордшир (Англія) та області Монмутшир (Вельс). Гробниця датується 3700—2700 роками до нашої ери.

## Розташування
Камінь Артура розташований між селами Дорстоун і Бредвардайн, а загалом між містом Герефордом на сході та містечком Хей-он-Вай на заході, за номером SO318430 сітки Картографічного обстеження. З могили відкривається вид на південь від Золотої долини та Бреконських маяків удалині, а на півночі вона обмежена невеликою дорогою (Артур-Стоун Лейн), яка розсікає те, що спочатку було місцем подовженого кургану гробниці.

## Опис
Гробниця увінчана великим верхнім замковим каменем, який важить понад 25 тонн. Замковий камінь спирається на дев'ять стійок і має вигнутий вхідний прохід довжиною 4,6 м.
З північної сторони споруди колись був чашоподібний камінь, який називався «Квоїт-Стоне». Його більше не можна чітко розгледіти, і тепер камінь на південь від пам'ятника став називався «Квоїт-Стоне».
Спочатку камені були поховані в довгастому кургані, який був орієнтований з півночі на південь і довжиною приблизно 25 метрів з входом, зверненим на схід, і хибним порталом, зверненим на південь. Однак з часом курган був майже повністю розмитий, а замковий камінь зламався, і більшість відвалилася з його нижньої сторони.
Територія ділянки споруди визначена та обнесена дерев'яним захисним парканом.
Це місце розглядається як північна околиця добре відомої групи камерних Северн-Котсуолдських гробниць і є одною з п'яти неолітичних гробниць у цій місцевості. Схоже, що це місце орієнтоване на гору Скиррід-Фавр (східна частина Чорних гір), яка розташована за 25 км на південь в області Монмутшир, що у Вельсі.

## Етимологія
Гробниця є одним із багатьох доісторичних пам'яток у західній Англії та Вельсі, які пов'язані з легендою про короля Артура. Деякі перекази припускають, що гробниця була побудована, щоб позначити місце однієї з битв короля Артура, тоді як інші розповідають, що камені вже існували, коли Артур на цьому місці вбив велетня, який впав на каміння і залишив поглиблення в одному з них, які залишилися і донині. Ще інші перекази припускають, що поглиблення на камені Квоїт були залишені колінами або ліктями Артура, коли він став там на коліна, щоб помолитися.

## Історія
Розкопки були проведені Нешем у 2006 році, за якими були проведені попередні розкопки кургану Буше та Раузом з компанії «Headland Archaeology» (2011). Ще одні розкопки на цьому місці було проведено в 2023 році.

## Нотатки
1. ↑  «Headland Archaeology Ltd» — дочірня компанія «RSK Group», що повністю належить їй. Компанія Headland надає археологічні послуги та консультації з питань культурної спадщини для будівельної галузі.